# Alligator Lake (Yukon)
Der Alligator Lake ist ein See im Süden des kanadischen Territoriums Yukon. 

## Lage
Der Alligator Lake ist 6,3 km lang, etwa 6 km² groß und liegt 38 km südsüdwestlich von Whitehorse und 16 km südsüdöstlich des Ibex Mountain. In seiner Nachbarschaft befindet sich der nach ihm benannte Alligator Lake Volcanic Complex. Der natürliche Abfluss am nördlichen Ende des Sees bildet der Two Horse Creek, ein linker Nebenfluss des Watson River.
Der Alligator Lake steht unter Schutz. Daher gelten dort für den Angelsport besondere Regeln.